# خوسيه بوستامينت
خوسيه بوستامينت (بالإسبانية: José Bustamante)‏ هو مدرب كرة قدم ولاعب كرة قدم بوليفي، ولد في 5 مارس 1921 في بوليفيا. شارك مع منتخب بوليفيا لكرة القدم. أما مع النوادي، فقد لعب مع ليتورال.

## وصلات خارجية
- خوسيه بوستامينت على موقع الاتحاد الدولي (مؤرشف)  (الإنجليزية)
- خوسيه بوستامينت على موقع قاعدة بيانات كرة القدم.إي يو (الإنجليزية)
- خوسيه بوستامينت على موقع ناشيونال فوتبول تيمز (الإنجليزية)
- خوسيه بوستامينت على موقع Soccerway.com (الإنجليزية)
- خوسيه بوستامينت على موقع عالم كرة القدم.نت (الإنجليزية)